# Xenanusia
Xenanusia is een geslacht van vliesvleugeligen uit de familie Encyrtidae. De wetenschappelijke naam van dit geslacht is voor het eerst geldig gepubliceerd in 1917 door Girault.

## Soorten
Het geslacht Xenanusia omvat de volgende soorten:
- Xenanusia flava (Girault, 1915)
- Xenanusia pulchripennis Girault, 1917